# Tűzvonal
A tűzvonal harcászati kifejezés. Az a képzeletben meghúzható vonal, amelyen keresztül az egységek tüzet nyitnak az ellenségre.

## Meghatározása

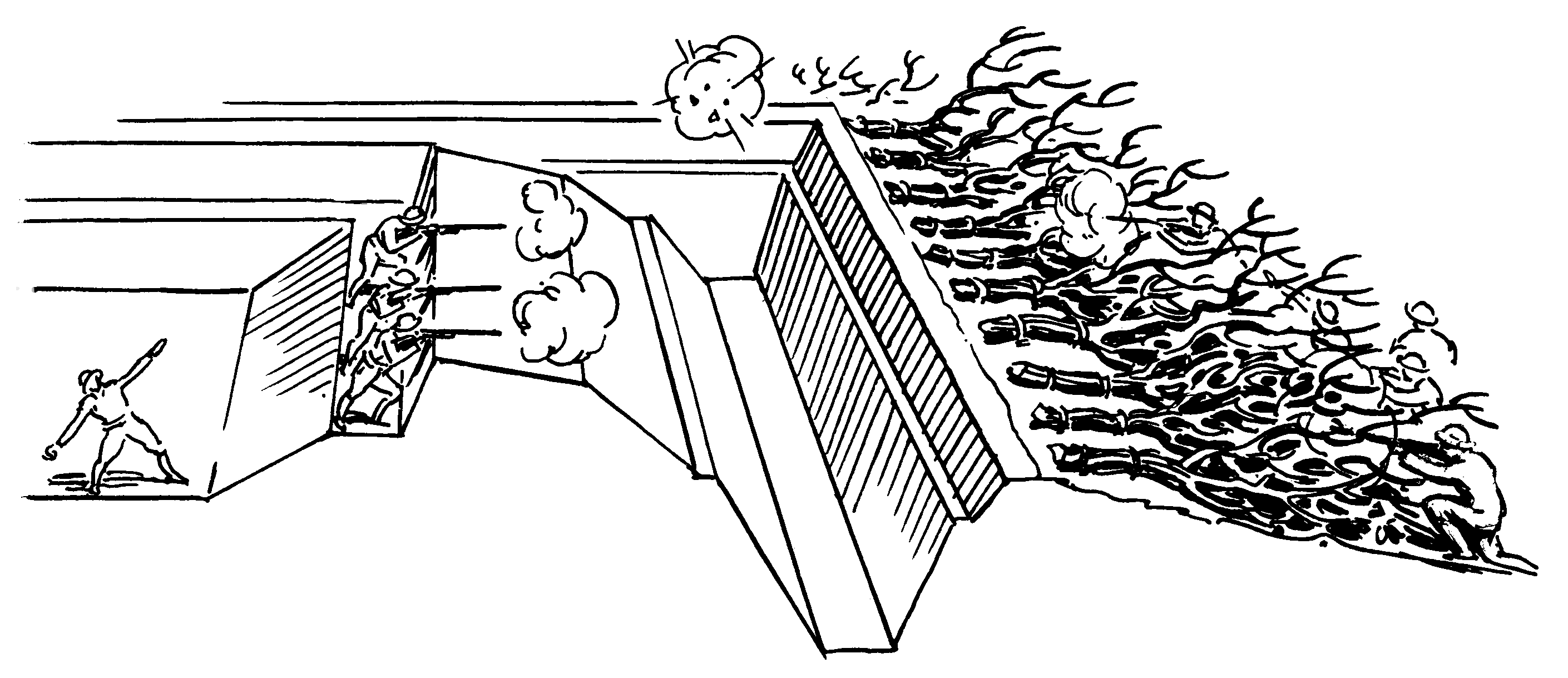
A szembenálló erőket itt egy árokrendszer választja el egymástól. A képzeletbeli tűzvonal az a vonal, ahonnan az egységek tüzet nyitnak az ellenségre

Mindig a legkisebb katonai egységek szintjén – raj – kerül sor a tényleges tűzharcra. A raj tagjai alkotják a rajvonalat. Az egymás mellett elhelyezkedő rajokat, illetve a mögöttük álló, támogatást biztosító támogató csapatokat  együttesen tűzvonalnak nevezzük. A tűzvonal egyes szakaszokból alakul, melyek vagy szárnyonként egymás mellett, mindegyik rajvonalra és támogató csapatra osztva vagy szakaszonként egymás mögött állítanak föl.
Tűzvonalnak nevezzük továbbá sáncoknál a mellvéd tarajvonalát.

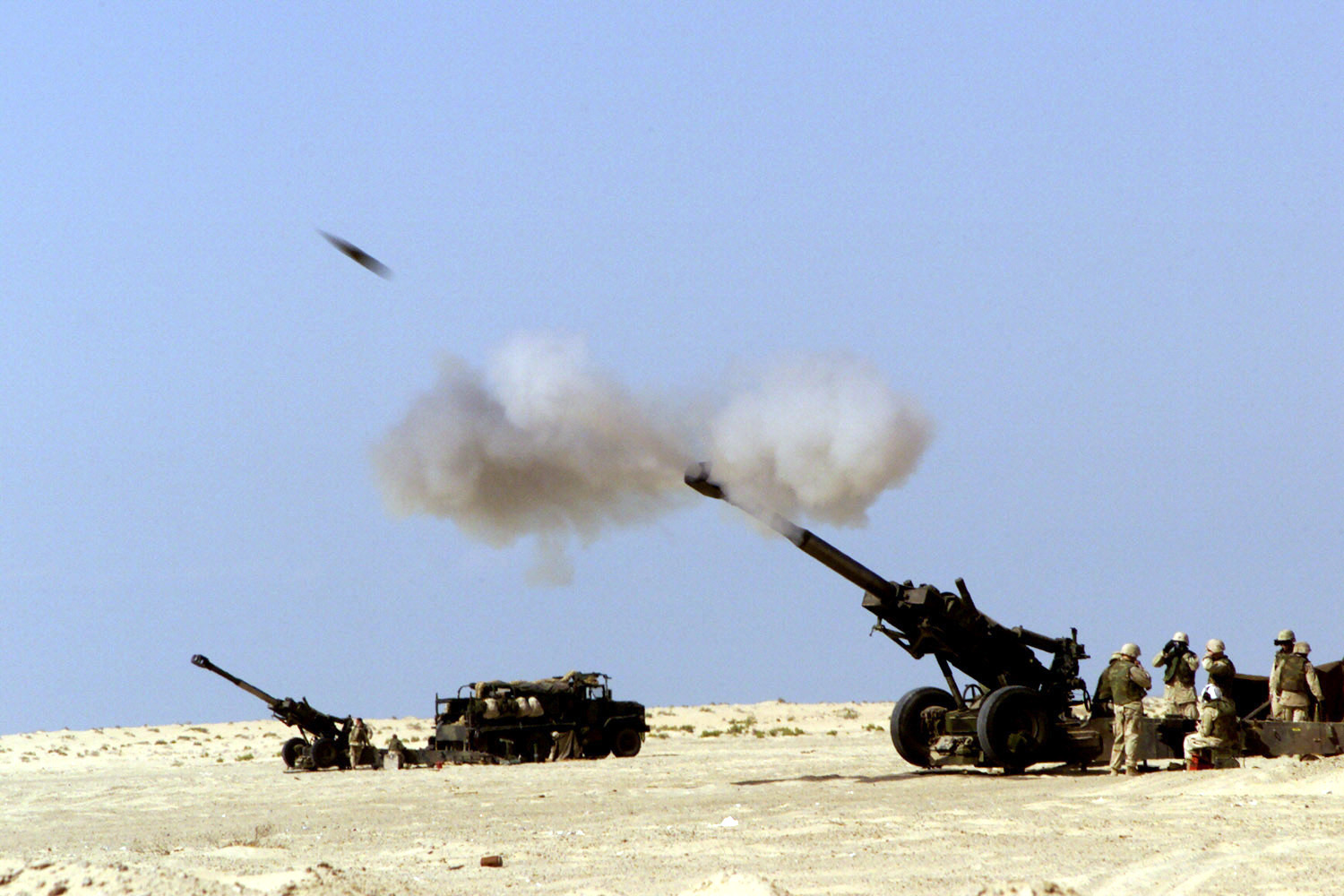
Tüzérségi egységek elhelyezkedése

A tüzérségnél a tűzvonalban a lövegek egy vonalban egymástól 15-20 m térközt vesznek föl. Hatásos tűzkörben az üteg lehetőleg tűzvonalban mozog.